# Ваздушно полегање
Ваздушно полегање (ожиљавање избојака у круни, циркумпозиција, маркотирање, гути) изводи се током априла месеца са прошлогодишњим леторастима или у касно лето са полуодрвењеним леторастима.

## Извођење
На матичној биљци одаберу се избојци дуги 15-30 cm који су при дну од дебљине оловке до 15 mm.
Затим се доњи део летораста засече одоздо по дужини око 5 cm, а у засек се стави комад дрвета или маховине код врста са кртијим дрветом ово може да проузрокује ветролом третираних летораста, па је код њих потребно увезати их за притке или изабрати преостала два начина физичког стимулисања процеса ризогенезе а то су (1) прстеновање скидањем каиша коре дебљине 1 cm или (2) странгулира жицом.
Сва три поступка имају циљ успоравања или блокирања десцедентног кретања растворених органских материја, продуката фотосинтезе, чија је директна последица потпора формирања адвентивних коренова непосредно изнад места третирања.
Са широм применом фитохормона у производњи украсних садница процес ризогенезе се све чешће стимулише и хемијским средствима тако што се, по озлеђивању, место третира фитохормоном (1-2%  у талку или водени раствор 25-100 mg/L).
После завршеног стимулисања избојак се омотава на месту третмана влажним тресетом (бала 15-25 cm у пречнику) и пластичном фолијом која се чврсто увеже изолир траком, гумицама за калемљење или жицом и (евентуално) преко ње обавија алумофолија. Улога алумофолије је повећање етиолирања избојка чиме се стимулише процес ризогенезе. Истовремено алумофолија спречава птице да оштете пластичну фолију, што се понекад дешава при ожиљавању на отвореном.
Омотавање бале у фолији изолир траком треба почети од летораста (нарочито на дисталном делу) и постепено обухватати крајеве фолије тако да киша не продире у унутрашњост бале, јер висока влажност може да изазове труљење. Обично влажење супстрата, ако ожиљавање траје краће, није потребно, али при дужем ожиљавању влажење се може обавити уз помоћ инјектора.

## Одвајање ожиљеног летораста
После неколико недеља до више месеци коренови постају видљиви кроз прозирну фолију. Код врсте из родова Ilex, Syringa, Azalea и Magnolia ожиљавање траје две године. Успех ожиљавања је различит често и код врло сродних таксона. По формирању жила врши се одсецање испод места третмана (општа препорука је да се одвајање врши у доба мировања вегетације).
Време од одсецања до успостављања функције новостворених коренова је веома критичан моменат и биљка се може изгубити чак и ако има добро развијен корен. Треба обратити пажњу на однос корена и дела изнад њега, и евентуални несклад отклонити сасецањем дела летораста, или после пресадње у посуду биљку ставити под мист или у покривену леју са хладним и влажним условима.
Овде се, ако се пресадња обави ујесен, до пролећа довољно развије корен који гарантује успешан даљи развој на отвореном.

## Значај
Значај ове методе је мали у односу на остале вегетативне методе размножавања, а нешто већи је у воћарству (лимун) и цвећарству (фикус). Веома је погодан за баштоване аматере. За размножавање дрвећа и жбуња употребљава се у посебним приликама: (а) да се матична биљка прилагоди полегању (скраћивање стабла), (б) када се брзо жели материјал већих размера.
Дуго година главни проблем код ове методе, која је позната 4-5.000 година, био је како одржати високу влажност супстрата за ожиљавање. Са појавом пластичних маса добијен је идеални омотач који је пропустљив за гасове (O2, CO2), а истовремено непропустан за воду.
Ова особина омогућава да се супстрат учини влажним у дугом периоду (и до годину дана) без посебне бриге о накнадном влажењу. Нису све пластичне масе погодне за омотач, а најбољи је полиетилен дебљине 0,10-0,15 mm. Дебље фолије су сувише грубе па не заптивају добро, а тање се лако цепају.